# Первомайська сільська рада (Сімферопольський район)
Первома́йська сільська́ ра́да — адміністративно-територіальна одиниця та орган місцевого самоврядування в Сімферопольському районі Автономної Республіки Крим. Адміністративний центр — село Первомайське.

## Загальні відомості
- Населення ради: 4 200 осіб (станом на 2001 рік)

## Населені пункти
Сільській раді підпорядковані населені пункти:
- с. Первомайське
- с. Красне
- с. Чайкине

## Склад ради
Рада складається з 20 депутатів та голови.
- Голова ради: Єкимова Маргарита Григорівна
- Секретар ради: Пархоменко Лариса Миколаївна

### Керівний склад попередніх скликань
| Прізвище, ім'я, по батькові  | Основні відомості                                                                      | Дата обрання | Дата звільнення |
| ---------------------------- | -------------------------------------------------------------------------------------- | ------------ | --------------- |
| Єкимова Маргарита Григорівна | Сільський голова, 1964 року народження, освіта вища, член Комуністичної партії України | 26.03.2006   | 31.10.2010      |
| Єкимова Маргарита Григорівна | Сільський голова, 1964 року народження, освіта вища, член Партії регіонів              | 31.10.2010   |                 |

Примітка: таблиця складена за даними сайту Верховної Ради України

### Депутати
За результатами місцевих виборів 2010 року депутатами ради стали:

#### За суб'єктами висування
| Суб'єкт висування           | Кількість обраних депутатів | %  |
| --------------------------- | --------------------------- | -- |
| Партія регіонів             | 9                           | 45 |
| Комуністична партія України | 5                           | 25 |
| Самовисування               | 4                           | 20 |
| Партія «Союз»               | 2                           | 10 |

#### За округами
| № округу                    | Прізвище, ім'я, по батькові     | Дата визнання обраним | Освіта  | Партійна приналежність | Відомості про обраного депутата                                   |
| --------------------------- | ------------------------------- | --------------------- | ------- | ---------------------- | ----------------------------------------------------------------- |
| Комуністична партія України |                                 |                       |         |                        |                                                                   |
| 1                           | Брила Тетяна Миколаївна         | 01.11.2010            | вища    | позапартійна           | Первомайська загальноосвітня школа, заступник директора           |
| 5                           | Криворучко Ганна Володимирівна  | 01.11.2010            | вища    | позапартійна           | Первомайська сільська рада, фахівець                              |
| 8                           | Кардаш Надія Анатоліївна        | 01.11.2010            | середня | позапартійна           | Первомайська сільська рада, інспектор з доходів                   |
| 15                          | Хлебнікова Любов Василівна      | 01.11.2010            | середня | позапартійна           | дошкільний навчальний заклад «Вішенька», завгосп                  |
| 18                          | Коваленко Оксана Борисівна      | 01.11.2010            | середня | позапартійна           | приватний підприємець                                             |
| Партія регіонів             |                                 |                       |         |                        |                                                                   |
| 2                           | Янковська Тетяна Семенівна      | 01.11.2010            | вища    | член Партії регіонів   | Чайкинська загальноосвітня школа, вчитель                         |
| 3                           | Тараненко Сергій Володимирович  | 01.11.2010            | вища    | член Партії регіонів   | ООО АО"Первомайський", агроном                                    |
| 4                           | Пархоменко Лариса Миколаївна    | 01.11.2010            | середня | член Партії регіонів   | Первомайська сільська рада, секретар                              |
| 9                           | Савицька Алла Володимирівна     | 01.11.2010            | середня | член Партії регіонів   | Первомайський винзавод, завідувачка магазину-кафе                 |
| 12                          | Загура Олена Олександрівна      | 01.11.2010            | середня | член Партії регіонів   | Краснянський фельдшерсько-акушерський пункт, фельдшер             |
| 14                          | Коба Тетяна Миколаївна          | 01.11.2010            | середня | позапартійна           | КРУ «КліничнаЛікарня ім. М. О. Семашка» м. Сімферополя, санітарка |
| 16                          | Губаль Світлана Володимирівна   | 01.11.2010            | середня | член Партії регіонів   | Чайкинський сільський клуб, завідувачка                           |
| 17                          | Батюта Сергій Володимирович     | 01.11.2010            | середня | член Партії регіонів   | приватний підприємець                                             |
| 19                          | Дамадаєва Оксана Олександрівна  | 01.11.2010            | вища    | член Партії регіонів   | Чайкинська загальноосвітня школа, вчитель                         |
| Партія «Союз»               |                                 |                       |         |                        |                                                                   |
| 6                           | Щербань Олена Анатоліївна       | 01.11.2010            | вища    | член Партії «Союз»     | Гвардійська районна лікарня № 1, лікар                            |
| 13                          | Гудименко Ольга Павлівна        | 01.11.2010            | середня | член Партії «Союз»     | ПП «Шестун В. А.», продавець                                      |
| Самовисування               |                                 |                       |         |                        |                                                                   |
| 7                           | Умеров Енвер Алімович           | 01.11.2010            | середня | позапартійний          | тимчасово не працює                                               |
| 10                          | Бекірова Ельзара Наріманівна    | 01.11.2010            | вища    | позапартійна           | Первомайська сільська рада, фахівець-землевпорядник               |
| 11                          | Моторигіна Олена Валеріївна     | 01.11.2010            | середня | позапартійна           | Первомайська сільська рада, діловод                               |
| 20                          | Сулейманова Наталя Веніамінівна | 01.11.2010            | середня | позапартійна           | м. Сімферополь, Хлібзавод №-1, робоча                             |